# 友谊西路站
友谊西路站位于中华人民共和国上海市宝山区杨行镇蕰川公路与友谊路、友谊西路交叉口，是上海地铁1号线的地铁车站，于2007年12月29日启用。
虽然车站在2007年开通时就以当时规划的道路定名为“友谊西路站”，但是车站附近的友谊西路实际直到2018年才开放交通。在此之前，车站一度被认为是“以不存在的道路命名”。

## 車站結構

### 楼层分布
友誼西路站为高架车站，共有二层：第一层是站厅，提供地铁售票、交通卡充值、安检进站等服务，設有2個出入口；二层是站台层，设有两个侧式站台。車站東側是蕰川公路。
以下是友誼西路站站房楼层分布图：
| 地上二层 | 侧式站台，右侧开门 | 侧式站台，右侧开门                          | 侧式站台，右侧开门 | 侧式站台，右侧开门 |
|          |                    | █ 1号线 往富锦路（终点站）                  |                    |                    |
|          |                    | █ 1号线 往莘庄（宝安公路）                  |                    |                    |
|          | 侧式站台，右侧开门 |                                             |                    |                    |
| 地面层   | 站厅及出入口       | 1-2出入口、票务服务、自动售票机、人工服务台 |                    |                    |

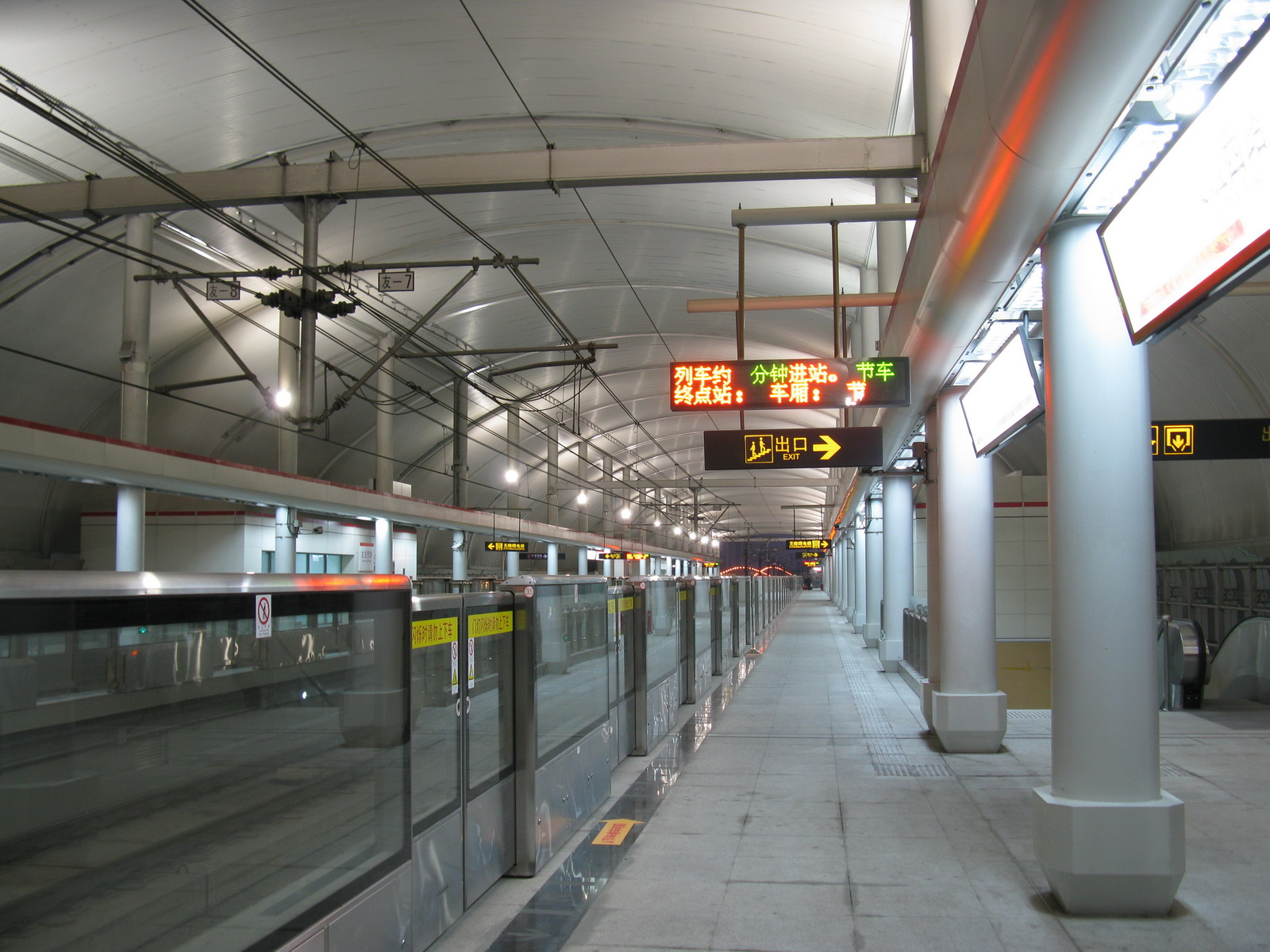
莘庄方向站台（2008年）
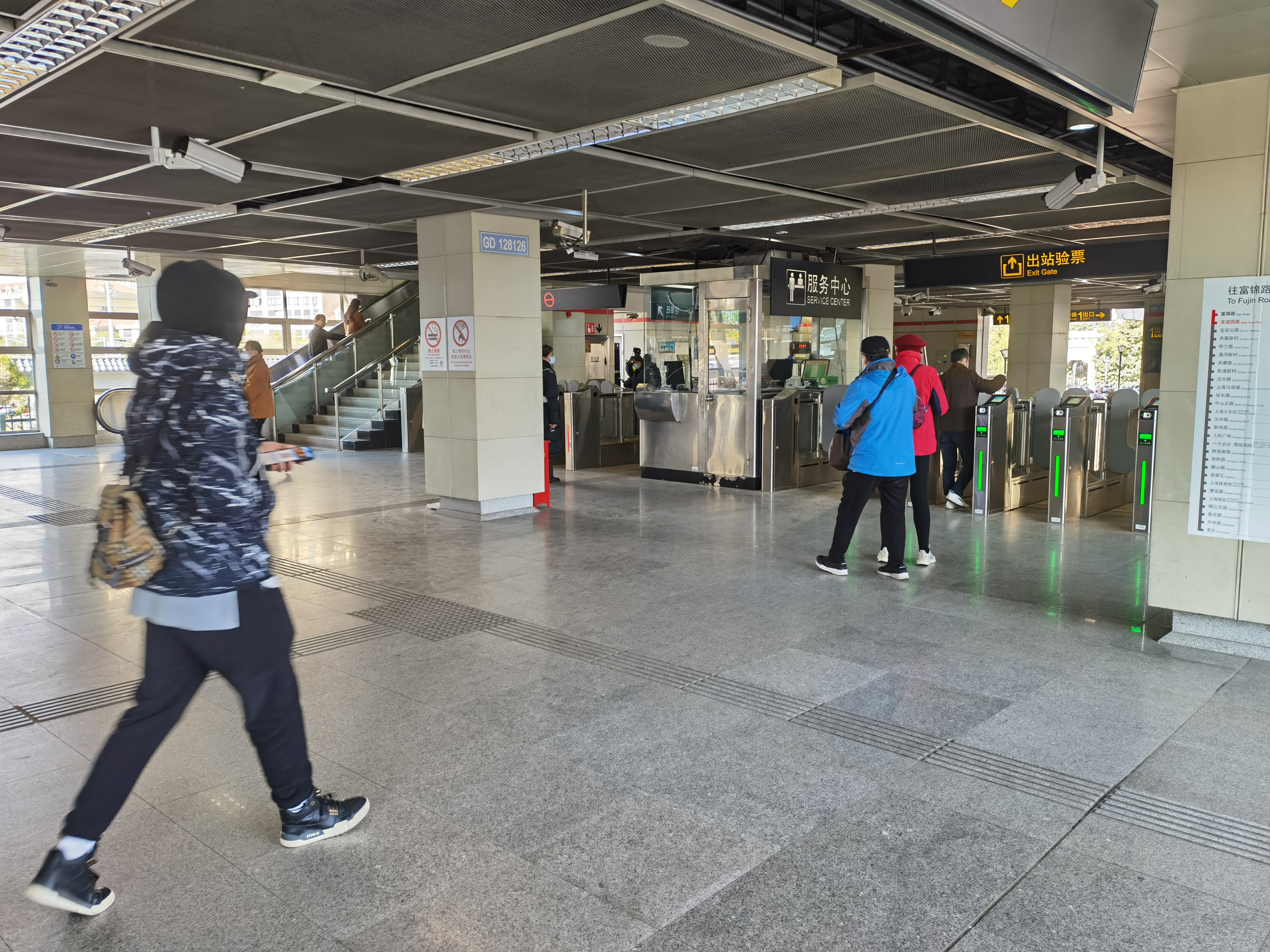
站厅

## 车站出口
友谊西路站共有2个出入口，各出入口如下所示：
| 出口编号            | 出口指示         | 照片 |
| ------------------- | ---------------- | ---- |
| 1 · 出口 · （设有） | 蕰川公路，湄星路 |      |
| 2 · 出口            | 蕰川公路         |      |
| 图例： 设有         |                  |      |

## 接驳交通

### 公交
- 蕰川公路友谊路
  - 172路（彭浦新村(保德路) - 江杨北路绥化路）
  - 宝山28路（蕰川公路友谊路 - 铁山路铁通路）
- 友谊西路蕰川公路
  - 宝山9路（单环线，↺泰和路蕰川路）